# Odessa (Delaware)
Odessa – miasto w Stanach Zjednoczonych, w stanie Delaware, w hrabstwie New Castle.